# Conocoryphe
Conocoryphe is een geslacht van voornamelijk blinde trilobieten, die behoren tot de familie Conocoryphidae. Ze leefden in het Midden-Cambrium, ongeveer 505 miljoen jaar geleden, in wat tegenwoordig Frankrijk, Spanje, Tsjechië, Turkije en de Verenigde Staten (Wisconsin) zijn. Deze geleedpotigen leefden op de zeebodem (epifaunaal) en leefden van dode deeltjesvormige organische materie (een levensstijl die detrivoor wordt genoemd).

## Beschrijving
Deze vijf centimeter lange trilobiet kenmerkt zich door de afwezigheid van ogen, veertien tot vijftien thoraxsegmenten, een korte en spits toelopende glabella en een kleine, gladde driedelige staart.
Conocoryphe is een vrij vlakke trilobiet van gemiddelde grootte met een langwerpige ovale omtrek. De algehele vorm van het kopschild (of cephalon) is halfrond. Het prominente centrale verhoogde gedeelte van het cephalon (of glabella) loopt taps toe naar voren, gedefinieerd door diepe axiale groeven en heeft drie paar vaag ondergedrukte groeven, die naar achteren en naar binnen gericht zijn en niet verbinden over de middenlijn. De glabella is gescheiden van de voorste rand door een zeer opvallend smal en bol preglabellair veld, dat lager is dan en niet de aangrenzende wangen (of genen) bereikt. Aan de achterkant van de glabella is de occipitale ring duidelijk. Zonder ogen maar voor één bekende uitzondering. De oogranden (indien aanwezig) zijn draadachtig, gelijkmatig gebogen, en strekken zich uit van de voorste hoeken van de glabella naar de genale hoeken. De voorste cephalische grensgroef is diep, concaaf en breder dan de smalle convexe grens zelf. De laterale cephalische grens wordt longitudinaal verdeeld door een hechtdraad en wordt voortgezet in slanke, naar achteren gerichte genale stekels, maar dit kenmerk is over het algemeen niet zichtbaar. De gevoelige genale stekels strekken zich uit tot het 4e thoraxsegment, maar worden vaak afgebroken, zelfs in goed bewaarde exemplaren. Het gehemelte (of hypostoom) is niet verbonden met het dorsale verkalkte exoskelet, een toestand die natant (of drijvend) wordt genoemd. De cefalische doublure en ventrale hechtingen zijn niet bekend. Het gearticuleerde middengedeelte van het lichaam (of thorax) bestaat uit veertien segmenten, met een vrij smalle as (van ongeveer twintig procent van de totale breedte) die gelijkmatig taps achteruit loopt en met diep gegroefde pleurae, die zich loodrecht op de as naar buiten uitstrekken en met afgeknotte uiteinden. Het achterschild (of pygidium) heeft zes tot acht segmenten, minder goed gedefinieerd verder naar achteren en naar achteren gebogen. Het pygidium is halfcirkelvormig in omtrek, de buitenste rand gelijkmatig gebogen en het heeft een smalle, goed gedefinieerde rand. Het is ongeveer de helft zo breed als het cephalon (micropygoot) en ongeveer half zo lang als breed.

## Secundair zicht
Conocoryphe biedt een zeldzaam (maar niet uniek) voorbeeld van secundaire oogontwikkeling. Conocoryphiden missen de ogen, behalve Conocoryphe oculata. Deze soort is overigens zeer vergelijkbaar met zijn familieleden uit de regio Montagne Noire in Frankrijk. C. oculata heeft normale gebogen oogranden, hoewel de dorsale hechting marginaal is zoals in zijn blinde familie. Vanwege slechte conservering zijn lenzen niet gevonden. Het lijkt erop dat de expressie van een gen voor oogontwikkeling alleen werd onderdrukt en niet verloren ging, en het oog kon zich ontwikkelen toen de onderdrukking werd opgeheven.

## Vondsten
Fossielen van dit dier werden gevonden in oostelijk Noord-Amerika en Europa.

## Taxonomie
Conocephalites (Barrande , 1852), is een niet meer gebruikte naam voor een geslacht van trilobieten, waarvan de soort nu is toegewezen aan andere geslachten. De naam werd geïntroduceerd als een vervanging voor Conocephalus (Zenker, 1833), die niet beschikbaar was sinds Thunberg het in 1815 gebruikte voor een soort conehead bushcricket. Barrande wist echter niet dat Conocoryphe al in 1847 door Hawle en Corda was voorgesteld.
Toegewezen soorten
Sommige soorten, die werden beschreven als behorend tot Conocoryphe, zijn sindsdien in andere geslachten geclassificeerd.
- C. kingii = Elrathia kingii
- C. rouayrouxi = Solenopleuropsis rouayrouxi
- C. salteri = Leptoplastides salteri